# 以色列征兵制
以色列征兵制，是指以色列针对全体18岁以上的犹太人（不论男女）、以及男性德鲁兹派人士和切尔克斯人的强制兵役制度。居住在以色列的阿拉伯人不在征召范围之内，其他可以豁免服役的情况主要是基于宗教、生理等原因。通常强制服役的长度对于男性是两年零八个月，女性为两年。